# Буденновка (Пензенская область)
Буденновка — село в Лопатинском районе Пензенской области России. Входит в состав Лопатинского сельсовета.

## География
Село находится в юго-восточной части Пензенской области на правом берегу реки Чардым, на расстоянии 14 километров к западу от райцентра села Лопатина.

## История
Основано как мордовская д. Чардым в конце 17 в. на правом берегу р. Чардым. В начале 1740-х гг. на левом берегу появилась деревня некрещеной мордвы Камаевка. Видимо, с этого момента правобережную деревню стали называть Старым Чардымом. В 1709 г. упоминается в Узинском стане Пензенского уезда как д. Чардым «на речке Ардыме», в ней 46 дворов ясачной мордвы, платившей подати с 16 ¼ ясака, душ мужского пола – 95, женского – 53; деревня «разорена без остатку» в августе 1717 г. во время «кубанского погрома», «люди в полон побраны и побиты, и жительства в тех деревнях (имеются в виду Чардым, Славкина и Пичелейка) никакова нет», в 1718 г. – жителей не было. В 1748 г. в материалах второй ревизии показана мордовская д. Старый Чердым Узинского стана Пензенского уезда, 121 ревизская душа. На геометрическом плане кон. XVIII в. – д. Старый Чардым на правом берегу, а напротив, на левом берегу, с. Козьмодемьянское, Камаевка тож. В 1795 г. – деревня Старый Чардым казенных крестьян, 52 двора, 178 ревизских душ. На карте Менде (по съемке 1860-х гг.) показано как объединенное с. Камаевка, а д. Старый Чердым показана в устье р. Чардым, где находится нынешнее с. Чардым (Богоявленское). В списках населенных мест на 1914 г. Старый Чардым также показан в составе с. Камаевка Петровского уезда Саратовской губернии.
Вновь разделилось, предположительно, во время коллективизации и названо по колхозу имени Буденного. С 1928 года — в составе Дым-Чардымского сельсовета Лопатинского района Вольского округа Нижне-Волжского края (с 1939 года — в составе Пензенской области). В 1955 г. — в составе Буденовского сельсовета (центр с. Дым-Чардым), колхоз имени Буденного (с 1957 г. — колхоз назывался 40 лет Октября), в 1972 году — отделение совхоза «Владимирский». В 1990-е годы в составе Буденовского сельсовета (центр — п. Владимирский), с 2010 года — в составе Лопатинского сельсовета.

## Население
| 1795 | 1926 | 1939 | 1959 | 1979 | 1989 | 1996 |
| ---- | ---- | ---- | ---- | ---- | ---- | ---- |
| 356  | ↘116 | ↗533 | ↘295 | ↘197 | ↘135 | ↘132 |
| 2002 | 2010 |      |      |      |      |      |
| ↗134 | ↘109 |      |      |      |      |      |